# Spoorlijn Langon - Gabarret
De spoorlijn Langon - Gabarret was een Franse spoorlijn van Langon naar Gabarret. De lijn was 78,6 km lang en heeft als lijnnummer 641 000.

## Geschiedenis
De lijn werd in gedeeltes geopend door de Compagnie des Chemins de fer du Midi, van Langon naar Bazas op 14 april 1866, van Bazas naar Bourriot-Bergonce op 28 februari 1904 en van Bourriot-Bergonce naar Gabarret op 8 april 1923. Oorspronkelijk was de bedoeling om de lijn te verlengen tot Eauze, dit gedeelte is nooit gerealiseerd.
Op 2 oktober 1938 werd het personenvervoer opgeheven. Het gedeelte tussen Bourriot-Bergonce en Gabarret werd alweer 18 jaar na opening gesloten voor goederenvervoer op 25 september 1939, tussen Langon en Bourriot-Bergonce was er tot 5 juli 1971 goederenvervoer. Tussen Langon en Bazas werd de lijn weer geopend voor goederenvervoer op 27 mei 1974. Tussen Roaillan en Bazas werd de lijn gebruikt tot 31 december 1988. Tussen Langon en Roaillan tot 2001.

## Aansluitingen
In de volgende plaatsen is of was er een aansluiting op de volgende spoorlijnen:
Langon
RFN 640 000, spoorlijn tussen Bordeaux-Saint-Jean en Sète-Ville
Le Nizan
lijn tussen Le Nizan en Luxey
Bourriot-Bergonce
RFN 642 000, spoorlijn tussen Marmande en Mont-de-Marsan
Gabarret
RFN 644 000, spoorlijn tussen Nérac en Mont-de-Marsan

## Galerij

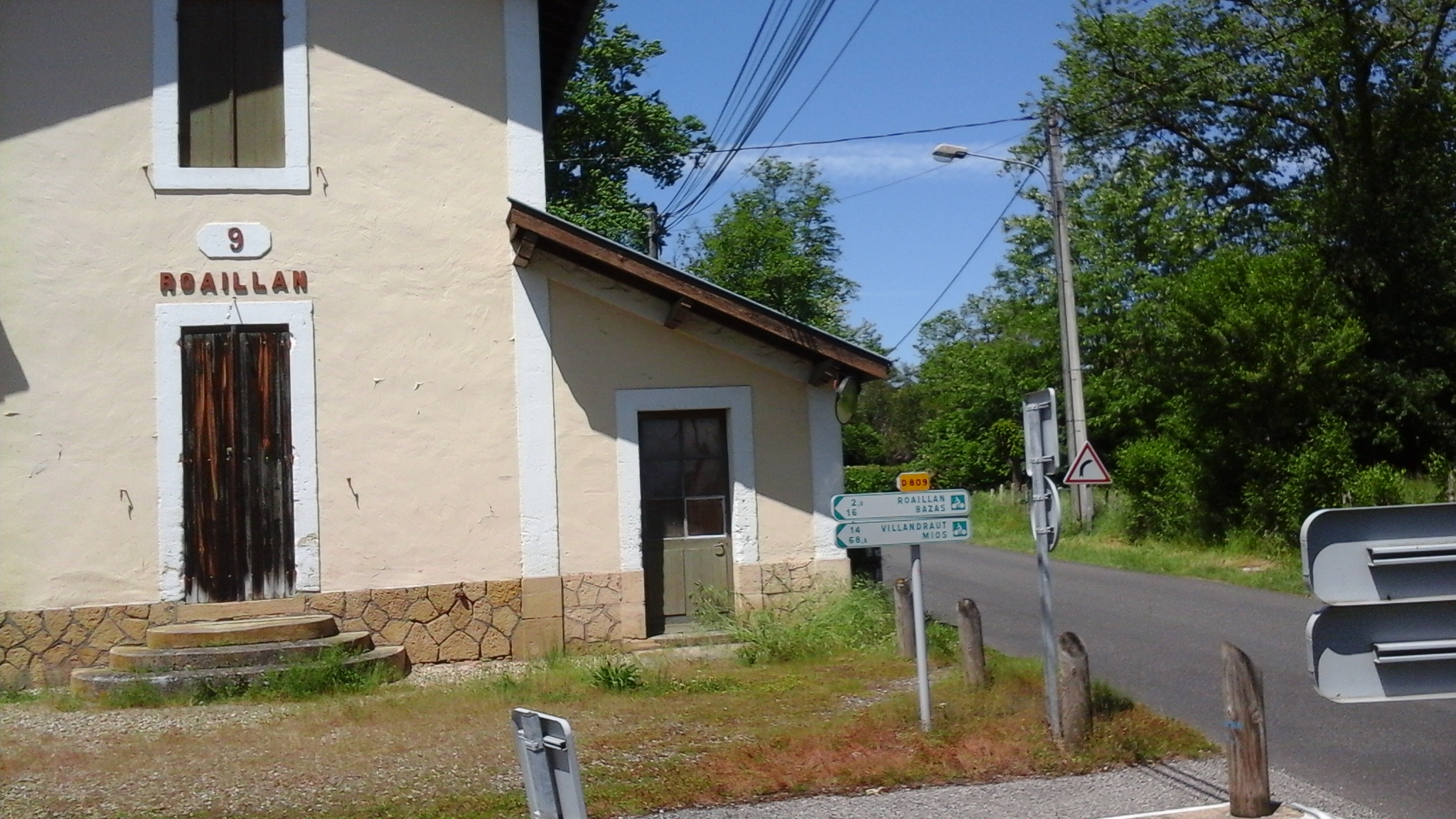
Voormalig station Roaillan.
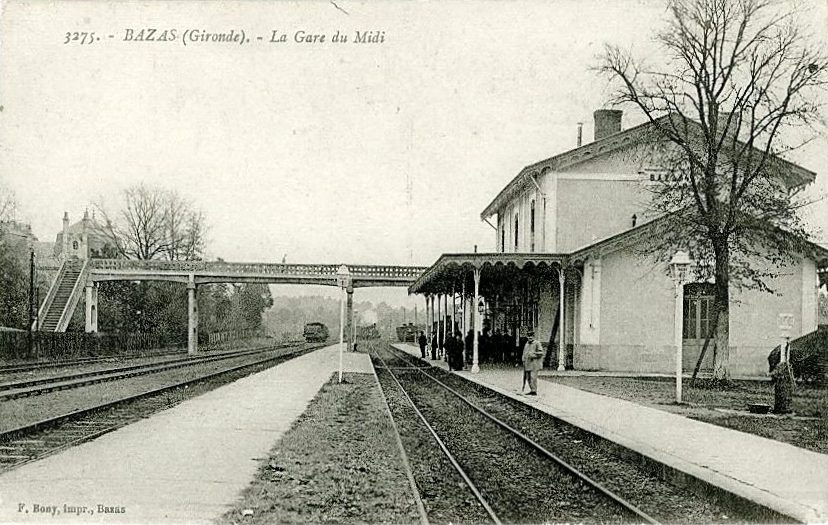
Station Bazas rond 1910.
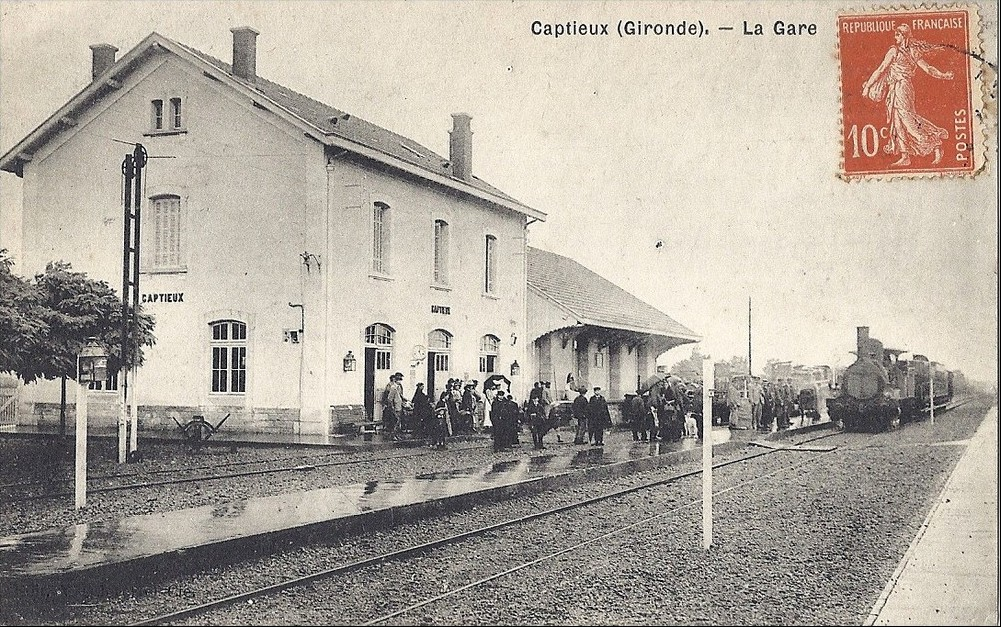
Station Captieux rond 1910.
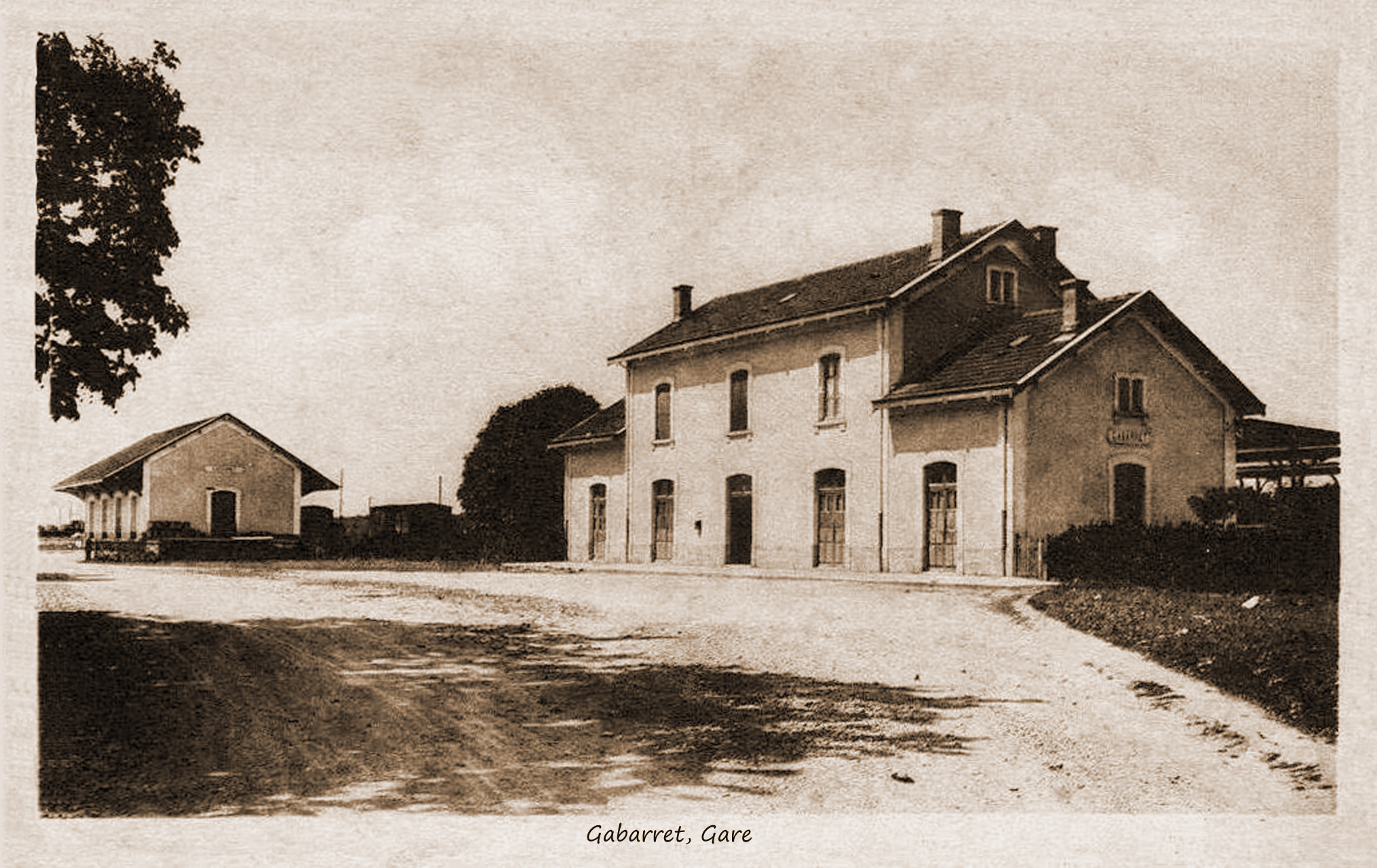
Station Gabarret voor 1900.